# Bodo von Hodenberg
Bodo von Hodenberg (* 3. April 1604 in Hudemühlen; † 20. September 1650 in Osterode am Harz) war ein deutscher Verwaltungsbeamter und Dichter.

## Leben
Hodenberg wurde als nichtehelicher Sohn von Marquard von Hodenberg und Margarethe Münnich geboren. Mit 24 Jahren wurde er am 1. August 1628 durch den Kaiser legitimiert.
Nach seiner Schulbildung u. a. in der Klosterschule Möllenbeck und der Partikularschule in Hannover studierte Hodenberg von 1617 bis 1620 an der Universität Gießen. Danach kehrte er in sein Elternhaus zurück, um sich am 2. April 1622 wieder an der Universität Helmstedt und vier Jahre später an der Universität Marburg zu immatrikulieren.
Durch seinen Vater wurde Hodenberg 1630 zum Befehlshaber des kaiserlichen Regiments Holk ernannt. Schon im nächsten Jahr berief ihn Herzog Christian von Braunschweig-Lüneburg zu seinem Residenten bei der schwedischen Armee. 1631 wurde Hodenberg zum Regierungsrat in Grubenhagen ernannt. Zwei Jahre später, am 23. Mai 1638, wurde er Mitglied des Consilium formatum des welfischen Hauses. Am 2. April 1641 erfolgte die Ernennung zum Hofmarschall und Geheimen Rat und fünf Jahre später, am 14. August 1646, wurde Hodenberg zum Landdrosten und Burghauptmann im Fürstentum Grubenhagen bestellt.
Am 20. Juli 1642 wurde er mit dem Namen der Enthärtende in die Fruchtbringende Gesellschaft aufgenommen. Dort findet man im Köthener Gesellschaftsbuch unter der Nummer 373 auch sein Emblem, die Tamariske, und seinen Sinnspruch die ausgetrucknete Milz:
Die Tamarisken rind', erweicht die miltz so hart

Ja wie verdröget ist, die vielen angst gebieret

Enthärtend ich mich nenn', und mit aufrechter art,

Enthärte gerne das, was zur untugend füret

Dahin mein fleis und müh', in allem ist gekahrt

Das mit der Tugend werd', ein edel hertz gezieret.

Was hart und lastbar ist, bey Menschen abgethan,

Und man Zur hoflichkeit gewiesen nützlich an.
Hodenberg verfasste den Text des geistlichen Tagzeitenlieds Vor deinen Thron tret ich hiermit, das durch Johann Sebastian Bach (BWV 327) mit der Genfer Melodie zum 134. Psalm bis heute bekannt ist. Bach versah auf dem Sterbebett seine Choralbearbeitung Wenn wir in höchsten Nöten sein (BWV 668) mit mehreren Änderungen und gab ihr jetzt den Titel Vor deinen Thron tret ich hiermit (BWV 668 a).